# دبی سیل
دبی سیل (انگلیسی: Debbie Flood; ۲ اکتبر ۱۹۸۰ – ) ورزشکار روئینگ اهل بریتانیا بود.
وی در مسابقات کشوری و بین‌المللی در مجموع برندهٔ ۳ مدال طلا، ۲ مدال نقره شده‌است.